# Минчанин (газета)
«Минчанин» — еженедельная литературная и общественно-политическая газета либерально-просветительского направления, выходившая в Минске в конце 1913 года.
Редактор-издатель — М. Шофман.
Газета выходила в Минске на русском языке в период с 30 ноября (13 декабря) по 28 декабря 1913 года (10 января 1914 года) — всего вышло 4 номера.
Издание пропагандировало просветительские идеи, критиковало бездуховность и дегуманизацию массовой культуры и общественного быта, отмечало кризис духовных ценностей. В газете печатались стихи, рассказы и отрывки из литературных произведений.